# Espiral de Ulam

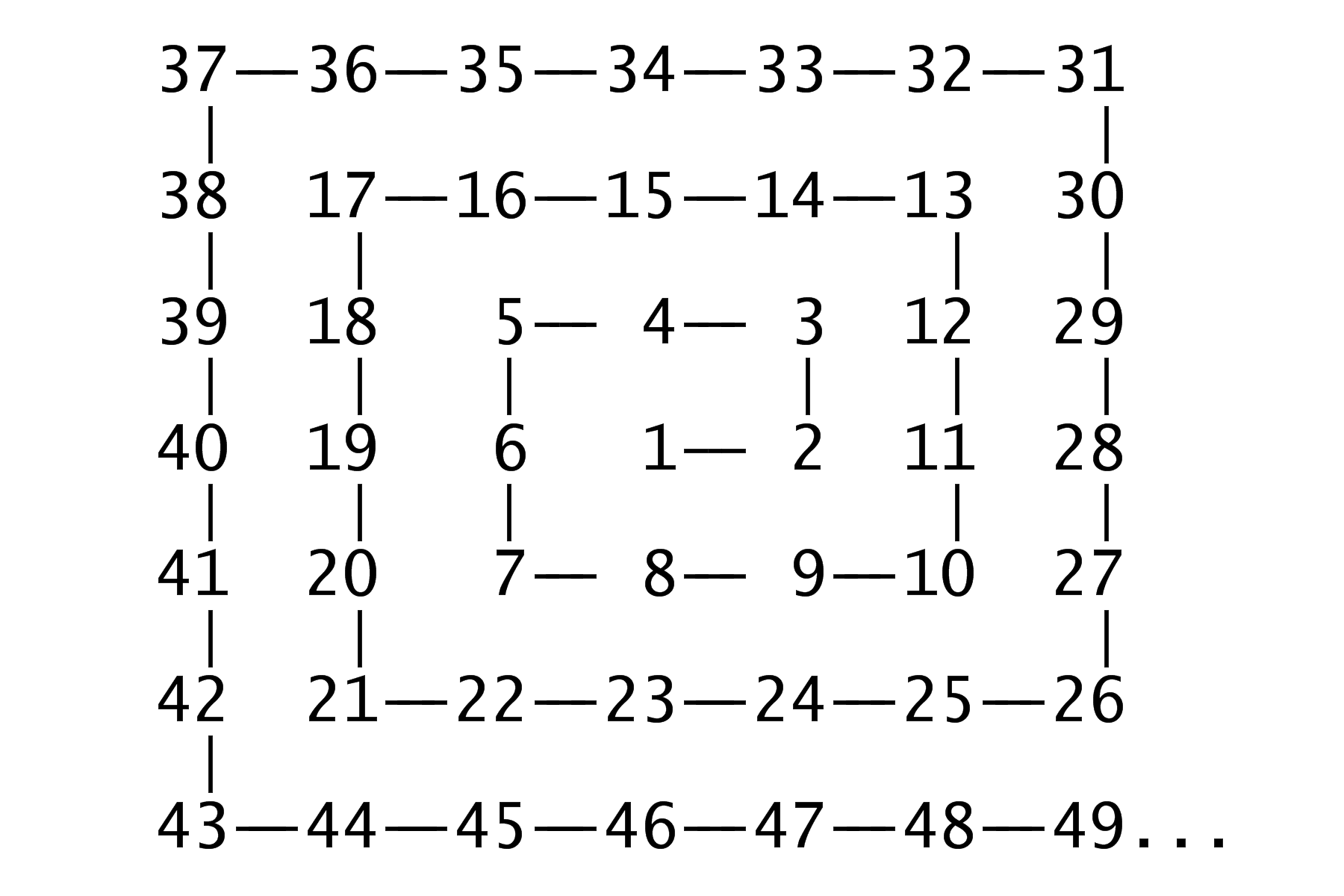
Los cuarenta y nueve primeros números enteros, en espiral.

La espiral de Ulam, descrita por el matemático polaco Stanisław Marcin Ulam (1909-1984), es una forma de representación gráfica de números primos que muestra un patrón.
En 1963, Ulam, aburrido durante una conferencia científica, estaba haciendo garabatos en una hoja de papel. Dispuso una malla de números en espiral, empezando por el 1 en el centro, el 2 a su derecha, el 3 arriba, el 4 encima del 1, el 5 a la izquierda, y así sucesivamente. Posteriormente, marcó los números primos y descubrió que los números marcados tendían a alinearse a lo largo de líneas diagonales.

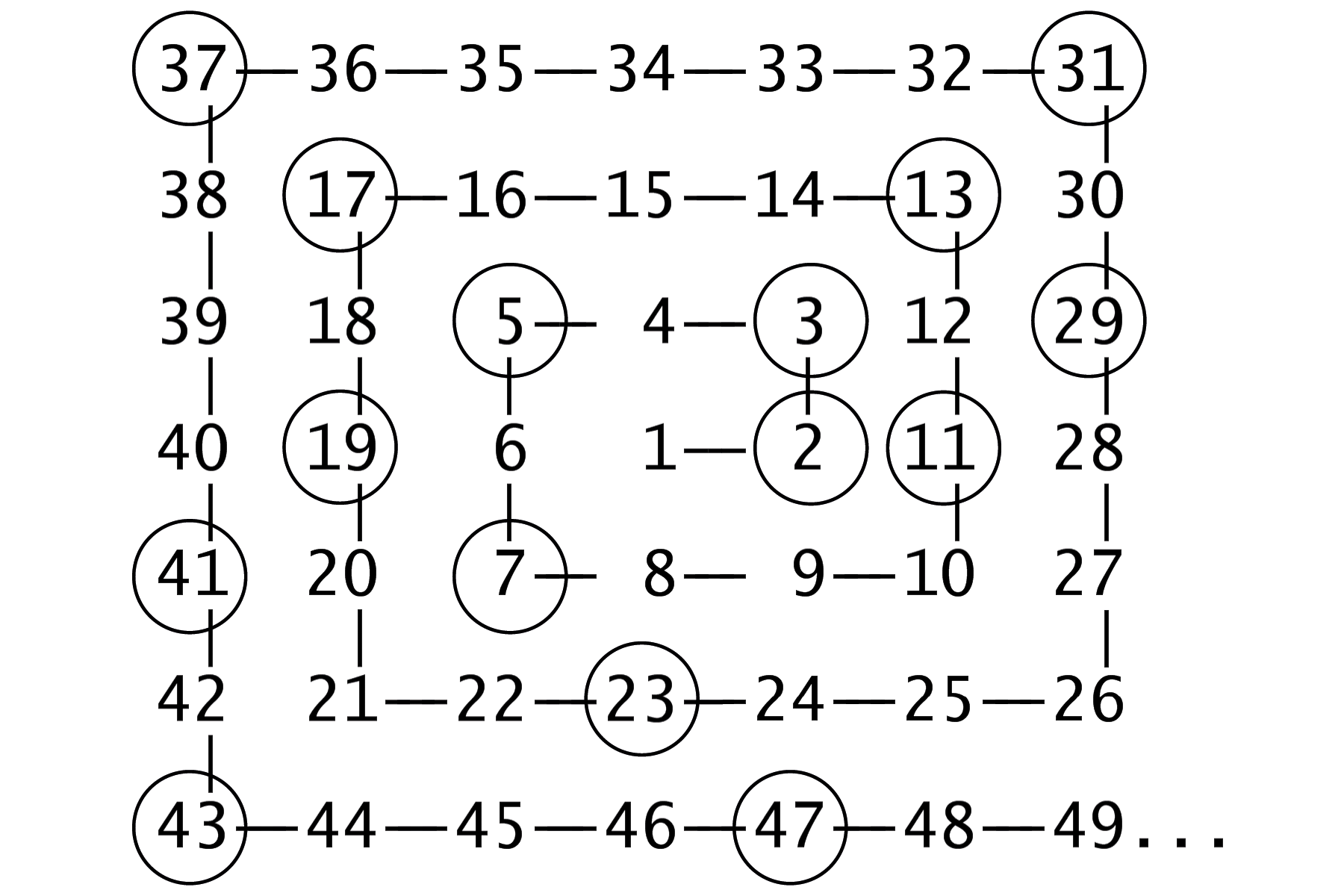
Espiral de Ulam.

Todos los números primos, excepto el 2, son impares. Como en la espiral de Ulam algunas diagonales contienen números impares y otras contienen números pares, no sorprende ver cómo los números primos caen todos (salvo el 2) en diagonales alternas. Sin embargo, entre las diagonales que contienen números impares, unas contienen una proporción visiblemente mayor que otras de números primos.
Las pruebas que se han hecho hasta ahora confirman que, incluso si se extiende mucho la espiral, se siguen mostrando esas diagonales. El patrón se muestra igualmente aunque el número central no sea 1 (en efecto, puede ser mucho mayor que 1). Esto significa que hay muchas constantes enteras b y c tales que la función
{\displaystyle f(n)=4n^{2}+bn+c}
genera, a medida que crece n a lo largo de los naturales {1, 2, 3, ...}, una gran cantidad de números primos en comparación con la proporción de primos existente en números de magnitud similar. Este hallazgo fue tan célebre que la espiral de Ulam apareció en la portada de la revista Scientific American en marzo de 1964.

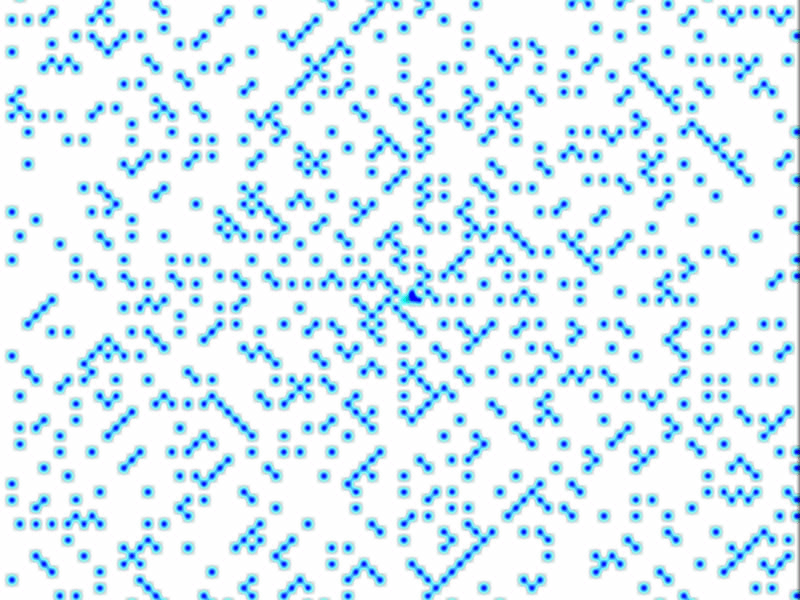
Espiral de Ulam. Nótese cómo los números primos están más presentes en unas diagonales que en otras.

A una distancia suficiente del centro, también se aprecian claramente líneas horizontales y verticales.
Existen otras variantes de la espiral de Ulam, tales como la espiral de Sacks, que también muestran patrones sin explicación aparente.